# Míguel Ángel Pérez Álvarez
Miguel Ángel Pérez est un joueur espagnol de volley-ball né le 28 septembre 1952 à Madrid (communauté de Madrid) et décédé le 10 juin 2006 dans un accident de la circulation. Il mesurait 1,86 m et jouait réceptionneur-attaquant. Il totalisait 115 sélections en équipe d'Espagne.

## Clubs
| Club        | De        | À         |
| ----------- | --------- | --------- |
| Real Madrid | 1969-1970 | 1982-1983 |

## Palmarès
- Championnat d'Espagne (7)
  - Vainqueur : 1972, 1976, 1977, 1978, 1979, 1980, 1983
- Coupe du Roi (9)
  - Vainqueur : 1971, 1973, 1976, 1977, 1978, 1979, 1980, 1981, 1983
  - Finaliste : 1974, 1982